# يديديا شوفط
يديديا شوفط (14 نوفمبر، 1908 - 24 يونيو 2005) كان الحاخام الأكبر لإيران والزعيم الروحي ليهود الفرس

## النشأة
ولد يديديا شوفط في 14 نوفمبر، 1908 في كاشان، إيران [1][1]  وقد أتى من عائلة 12 جيل من الحاخامات. انتقل إلى طهران بفترة قصيرة بعد الحرب العالمية الثانية

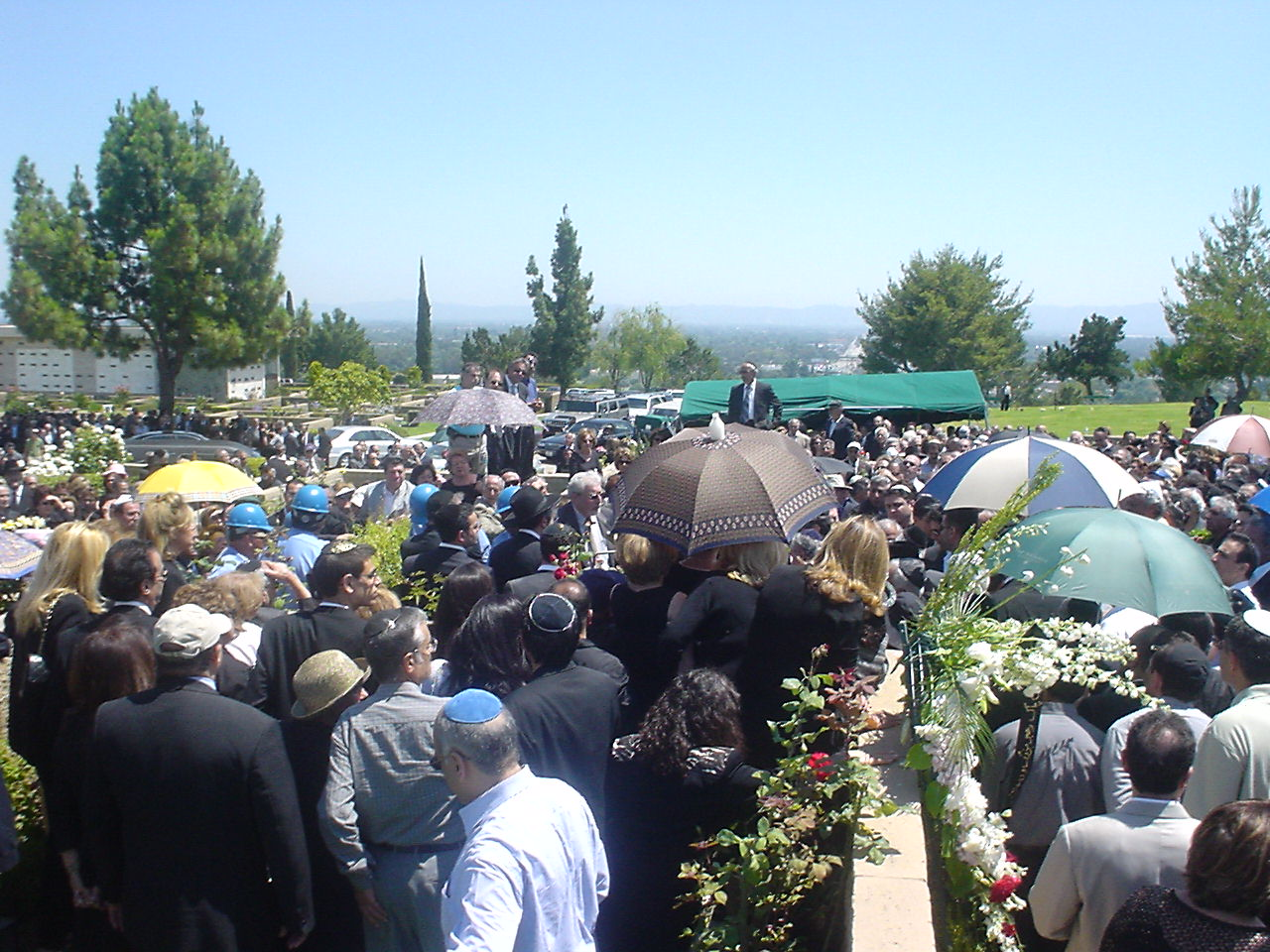
المئات يحضرون مراسم دفن يديديا شوفط في كاليفورنيا. يونيو 2005

## المهنة
كان شوفط الحاخام الأكبر لدى إيران  وكان المتحدث الرسمي باسم اليهود الإيرانيين قبل الشاه، المسؤولون الحكوميون، ورجال الدين الإسلاميون وكان له دور فعال في إقناع الشاه ومسؤولون حكوميون أخرون في بدايات خمسينيات القرن العشرين للسماح ليهود العراق الذين أجبروا على الرحيل من العراق بأن يخصص لهم  أماكن لجوء مؤقتة في إيران قبل الرحيل لإسرائيل.

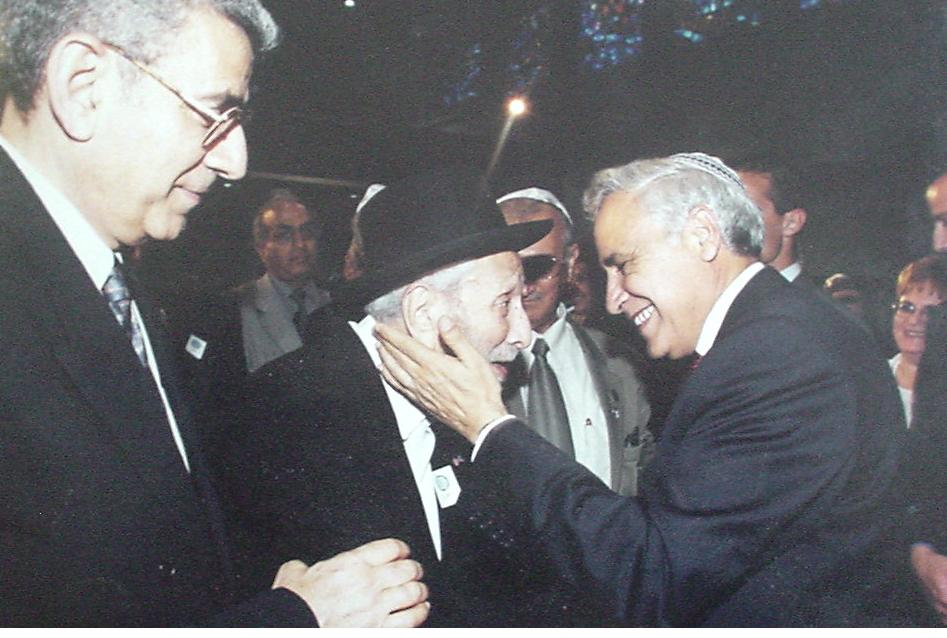
شوفط و الحاخام ديفيد شوفط يلتقون مع الرئيس الإسرائيلي

من بعد حلول الثورة الإيرانية في عام 1979 وإعدام حبيب القانيان، شوفط مع الآلاف من اليهود الإيرانيين لجأوا إلى كاليفورنيا الجنوبية[1][1]  في حين أنه لم يعد يتحدث باسم اليهود الإيرانيين، قد واصل كرمز ديني، يحث العائلات الإيرانية اليهودية على الحفاظ على هويتهم وتقاليدهم اليهودية في الولايات المتحدة، شوفط مع إبنه وقادة المجتمع، ساعدوا بتأسيس كنيس نيسسا في بيفرلي هيلز (كاليفورنيا)[3][3].

## الحياة الشخصية
شوفط كان متزوج لريبانيت حشمت شوفط وقد أنجبوا ولد، ديفد شوفط 

## الوفاة
توفى شوفط في 24 يونيو 2005، في لوس انجلوس، كاليفورنيا. وقد كان يبلغ ستة وتسعون عاماً وقد دفن في مقبرة إيدين 